# Rhadine dissecta
Rhadine dissecta is een keversoort uit de familie van de loopkevers (Carabidae). De wetenschappelijke naam van de soort is voor het eerst geldig gepubliceerd in 1863 door John Lawrence LeConte.